# Veoneer
Veoneer är ett svenskt börsnoterat aktiebolag som arbetar med aktiv säkerhet inom bilindustrin.
Veoneer är en avknoppning från bilsäkerhetsföretaget Autoliv och bildades 2018 för att fokusera på den aktiva säkerheten inom bilindustrin medan Autoliv fortsatt arbetar med den passiva säkerheten.
Exempel på produkter som Veoneer tillverkar:
- Radarsystem för adaptiva farthållare
- Night Visionsystem för mörkerkörning
- Döda vinkel-sensorer

Veoneer har c:a 7000 anställda globalt, och drygt 1500 i Sverige, och en produktionsenhet i Vårgårda i Västergötland.